# Sarāb-e Rajab
Sarāb-e Rajab (persiska: سَرابِ رَجَب) är en ort i Iran.   Den ligger i provinsen Lorestan, i den västra delen av landet, 500 km sydväst om huvudstaden Teheran. Sarāb-e Rajab ligger 471 meter över havet och antalet invånare är 511.
Terrängen runt Sarāb-e Rajab är varierad. Sarāb-e Rajab ligger nere i en dal. Runt Sarāb-e Rajab är det ganska glesbefolkat, med 28 invånare per kvadratkilometer. Närmaste större samhälle är Poldokhtar, 16,1 km norr om Sarāb-e Rajab. Omgivningarna runt Sarāb-e Rajab är i huvudsak ett öppet busklandskap.